# Arctia bellieroides
Arctia bellieroides là một loài bướm đêm thuộc phân họ Arctiinae, họ Erebidae.